# Дэвис, Исаак
Исаак Джеймс Дэвис (англ. Isaak James Davies; род. 25 сентября 2001, Абердэр, Ронта, Кинон, Тав) — валлийский футболист, нападающий клуба «Кардифф Сити». Выступает на правах аренды в клубе «Кортрейк».

## Карьера

### «Кардифф Сити»
Воспитанник валлийского футбольного клуба«Кардифф Сити», к которому присоединился в возрасте 7 лет. Первый матч за клуб сыграл 11 декабря 2020 года в матче Кубка валлийской лиги против клуба «Тафс-Уэл», отличившись забитым голом. С начала 2021 года футболист стал подтягиваться к матчам с основной командой в рамках английского Чемпионшипа. В феврале 2021 года подписал с клубом своф первый профессиональный контракт. Однако на поле футболист по итогу сезона так и не вышел.
Новый сезон футболист начал 23 октября 2021 года с дебютного матча за клуб в чемпионате против «Мидлсбро», выйдя на замену на 80 минуте. Первым результативным действием за клуб футболист отличился 6 ноября 2021 года в матче против клуба «Хаддерсфилд Таун», отдав голевую передачу. Дебютный гол за клуб забил 9 января 2022 года в матче Кубка Англии против клуба «Престон Норт Энд». Первым забитым голом в чемпионате отличился 30 января 2022 года в матче против клуба «Ноттингем Форест». В марте 2022 года футболист продлил свой контракт с клубом до конца июня 2025 года. За свой полноценный дебютный сезон футболист отличился 3 забитыми голами и 3 результативными передачами во всех турнирах.
Первую половину следующего сезона футболист был вне распоряжения основной команды, в которую вернулся лишь под конец декабря 2022 года, до этого парру матчей сыграв за молодёжную команду. Первый матч в сезоне сыграл 29 декабря 2022 года против клуба «Ковентри Сити», выйдя на замену на 86 минуте. Свой первый гол в сезоне футболист забил 30 апреля 2023 года в матче против клуба «Хаддерсфилд Таун». На протяжении второй половины сезона футболист был в клубе игроком скамейки запасных, появляясь на поле лишь выходя на замену.

#### Аренда в «Кортрейк»
В августе 2023 года футболист на правах арендного соглашения присоединился к бельгийскому клубу «Кортрейк» до конца сезона. Дебютировал за клуб футболист 20 августа 2023 года в матче против клуба «Эйпен», выйдя на замену в начале второго тайма. В следующем матче 26 августа 2023 года против льежского «Стандарда» футболист отличился дебютным забитым голом.

## Международная карьера
Международную карьеру футболист начинал в юношеских валлийских сборных до 15 и до 16 лет. В сентябре 2017 года футболист получил вызов в юношескую сборную Уэльса до 17 лет, дебютировав за неё в товарищеских матчах против сборной Шотландии. В октябре 2017 года футболист вместе со сборной отправился на квалификационные матчи юношеского Чемпионата Европы. Дебютный гол за сборную забил 13 октября 2017 года в матче против сборной Косово.
В марте 2018 года футболист получил вызов в юношескую сборную Уэльса до 19 лет, дебютировав за неё в товарищеских матчах против сборной Хорватии. Дебютный гол за сборную забил 6 сентября 2019 года в товарищеском матче против сборной Дании. В октябре 2019 года вместе со сборной отправился на квалификационные матчи юношеского чемпионата Европы.
В октябре 2020 года футболист сыграл свой дебютный матч за молодежную сборную Уэльса до 20 лет против сборной Англии. В сентябре 2021 года футболист получил вызов в молодежную сборную Уэльса для участия в квалификационных матчах молодёжного чемпионата Европы. Дебютировал за сборную 7 сентября 2021 года в матче против сборной Болгарии.